# Міяр кука
Міяр кука або міян кука, також відомий як суп Луру. Це тип супу, популярний серед етнічних груп Західної Африки Сахелі. Суп готується з подрібненого в порошок листя баобаба. Зазвичай його подають з Туво або Фуфу. Сезонний варіант цього супу готується із свіжого розтертого листя баобаба. Цей варіант доступний лише в сезон дощів, коли доступні свіжі листя баобаба.

## Підготовка
Вода додається в каструлю після закипання яловичини. Кайенський перець, давадава, раки, нарізану цибулю та пальмову олію додають разом з кукою (порошок з листя баобаба), посипаючи суп поступово, необхідно постійно помішувати, щоб він став однорідним і без грудок.
Міяр кука найкраще подавати з туво шинкафою.

## Користь для здоров'я
Залежно від інгредієнтів, суп може бути хорошим джерелом необхідного білка та різних мінералів, таких як кальцій, калій, фосфор.